# Córregos
Córregos este un cartier (bairro) al orașului Conceição do Mato Dentro din unitatea federativă Minas Gerais (MG), Brazilia.

## Istorie
Este cel mai vechi cartier din Conceição do Mato Dentro, care a fost format și s-a dezvoltat ca urmare a descoperirii în zonă a unor zăcăminte de aur.
Una dintre atracțiile sale este capela Senhor dos Passos.

## Personalități născute în Córregos
- José Maria Pires (1919 - 2017), episcop romano-catolic al diecezei Paraíba